# 龍飛紀略
《龍飛紀略》是明代史書，吳朴撰。凡八卷。
《龍飛紀略》初名《征伐禮樂書》，以追記明太祖與建文帝事跡，故稱龍飛。是書仿《綱目》體例。嘉靖二十三年（1544年）出版，有林希元序。陳建反覆讀罷該書，頗有感慨，於其“徒详于细碎”、“巨要多遗”、“鄙诞可笑之处尤不少”等缺失，遂撰《皇明啟運錄》卷八，再擴充為《皇明資治通紀》。北京圖書館藏明嘉靖二十三年吳天祿刻本《龍飛紀略》八卷。